# Hannover
 For alternative betydninger, se Hannover (flertydig). (Se også artikler, som begynder med Hannover)
Hannover er hovedstaden i delstaten Niedersachsen ved floden Leine i det nordvestlige Tyskland, og byen havde i 2013 518.386 indbyggere. Hannover er beliggende 285 km vest for Berlin, 151 km syd for Hamborg, 631 km nord for München og 137 km øst for Osnabrück. Som delstatshovedstad har Hannover mange administrative, økonomiske, videnskabelige og kulturelle institutioner, bl.a. Landestheater med operascene. Ud over Hannovers Universitet, som blev grundlagt i 1831, er der i byen en række uddannelsesinstitutioner, bl.a. et akademi for musik og teater, et Max Planck-Institut for eksperimentel endokrinologi og Fraunhofer-Institut for toksikologi. Hannover er en kendt messeby; hvert forår er den vært for verdens største computermesse CeBIT og industrimessen Hannover Messe. I år 2000 var byen vært for verdensudstillingen Expo 2000.

## Historie
Hannover var oprindelig en fiskerilandsby, den voksede i middelalderen til by, blandt andet blev der bygget bymurer og flere kirker.
Greverne af Braunschweig flyttede til byen i 1636, og grevskabet, som også var kurfyrstedømme og fra 1814 kongerige, blev senere kaldt Hannover. I slutningen af 1600-tallet blev Hannover hovedstad i kurfystendømmet Braunschweig-Lüneburg. Med Georg 1. kom huset Hannover i besiddelse af den britiske trone. Under fem monarker var Storbritannien og Hannover i personalunion. Den sidste britiske monark af huset Hannover var dronning Victoria, og da hun arvede tronen betød det samtidig afslutningen på personalunionen, siden Hannovers love ikke tillod kvinder at arve tronen.
I 1814-1866 var byen Hannover hovedstad i kongeriget Hannover. Derefter var byen hovedstad i den preussiske provins Hannover. Nu er Hannover hovedstad i delstaten Niedersachsen.
Hannover blev besat af Preussen i 1866. Byen fortsatte med at vokse, men blev ligesom mange andre tyske byer svært ødelagt af bombeangreb under 2. verdenskrig. Hannover var et vigtig trafikalt knudepunkt og produktionscenter, og derfor også et mål for den strategiske bombning under 2. verdenskrig. Mange blev dræbt og mere end 90 % af byen blev ødelagt af i alt 88 bombetogter. På grund af dette har Hannover også mange moderne bygninger. Hesteracen hannoveraner kommer også fra byen.
Continental, Volkswagen, TUI, Hannover Re, VHV og HDI forsikring er store arbejdsgivere i byen.

## Infrastruktur
Der er et stort net af sporveje i Hannover. Dette drives af Üstra Hannoversche Verkehrsbetriebe, der har stået for driften siden nettet åbnede i 1893.
Jernbanestationen Hannover Hauptbahnhof er et knudepunkt i det tyske ICE-net.
Byen har sin egen lufthavn, Flughafen Hannover (IATA-kode: HAJ; ICAO-kode: EDDV), den ligger 11 km nord for bycentrummet.

## Bydele

### Bydistrikter
1. Mitte
2. Vahrenwald-List
3. Bothfeld-Vahrenheide
4. Buchholz-Kleefeld
5. Misburg-Anderten
6. Kirchrode-Bemerode-Wülferode
7. Südstadt-Bult
8. Döhren-Wülfel
9. Ricklingen
10. Linden-Limmer
11. Ahlem-Badenstedt-Davenstedt
12. Herrenhausen-Stöcken
13. Nord

### Kvarterer
- Nordstadt
- Südstadt
- Oststadt
- Zoo (se også den zoologiske have Zoo Hannover i bydelen)
- Herrenhausen

## Klima
| Vejr for Hannover                 | Vejr for Hannover | Vejr for Hannover | Vejr for Hannover | Vejr for Hannover | Vejr for Hannover | Vejr for Hannover | Vejr for Hannover | Vejr for Hannover | Vejr for Hannover | Vejr for Hannover | Vejr for Hannover | Vejr for Hannover | Vejr for Hannover |
|                                   | Jan               | Feb               | Mar               | Apr               | Maj               | Jun               | Jul               | Aug               | Sep               | Okt               | Nov               | Dec               | År                |
| --------------------------------- | ----------------- | ----------------- | ----------------- | ----------------- | ----------------- | ----------------- | ----------------- | ----------------- | ----------------- | ----------------- | ----------------- | ----------------- | ----------------- |
| Gennemsnitlig maks °C             | 4                 | 4,9               | 8,9               | 13,9              | 18,5              | 20,9              | 23,5              | 23,2              | 18,9              | 13,7              | 8,1               | 4,5               | 13,6              |
| Gennemsnitlig min °C              | −1,1              | −1,1              | 1,2               | 3,8               | 7,8               | 10,8              | 13,2              | 12,9              | 9,9               | 6,4               | 2,8               | −0,2              | 5,5               |
| Gennemsnitlig nedbør mm           | 56                | 41                | 55                | 40                | 56                | 59                | 61                | 69                | 57                | 53                | 55                | 60                | 662               |
| Kilde (27. februar 2019): TurVejr |                   |                   |                   |                   |                   |                   |                   |                   |                   |                   |                   |                   |                   |

## Museer
Byen rummer en lang række musser, heriblandt Niedersächsisches Landesmuseum Hannover, Historisches Museum Hannover, Schloss Herrenhausen, Museum August Kestner, Sprengel Museum Hannover, Wilhelm Busch-Museum, Kestnergesellschaft og Kunstverein Hannover.

## Notable bysbørn
- Annette Hess - tysk manuskriptforfatter
- Dirk Rossmann - tysk erhvervsmand